# 三節獎金
三節獎金又稱三節禮金，泛指但不限於漢人企業、商社於農曆的春節、端午節、中秋節等華人三大節日，由雇主發放給員工過節的現金獎金，或可能是餐館的餐券、飯店的住宿券、百貨公司的禮品券、大賣場的提貨券、網路購物的點數卡（可用於購物或兌換商品）、便利商店的儲值卡，甚至是飛機、高鐵、客運等的票券或電子票券。發放的價值視其產業與工作性質而有不同。
春節獎金，有時稱年節獎金，通常指「開工獎金」，一般是於正月初五開工日（或者第一個上班日）發放。有些公司在尾牙時發放，稱「尾牙獎金」或者「尾牙禮金」，此獎金與尾牙的抽獎活動，一般並無干涉。

## 其他
- 有些公司會把三節理解為端午節、中秋節、年終獎金，因此省掉發春節過後的開工獎金，但一般來說，三節獎金不包含年終獎金。
- 中國大陸亦有西化的公司的三節獎金以「勞動節」、「新曆元旦」（或圣诞节）、「員工生日」發放。